# L'Île de Tulipatan
L'Île de Tulipatan est un opéra-bouffe en un acte de Jacques Offenbach sur un livret en français d’Henri Chivot et Alfred Duru.
La première représentation a lieu au Théâtre des Bouffes-Parisiens à Paris le 30 septembre 1868, salle Choiseul.

## Argument
Octogène Romboïdal, grand sénéchal du duc Cacatois XXII, chef suprême de Tulipatan, reproche à sa femme Théodorine le comportement de garçon manqué de leur fille Hermosa, qui néglige couture et piano ; Romboïdal souligne en contraste le comportement doux et gracieux du prince Alexis, fils de Cacatois, que Hermosa trouve elle aussi charmant et très joli.
Cacatois et sa suite viennent rendre visite à Romboïdal, suivi par Alexis et ses pages ; le garçon est en deuil de son animal de compagnie, un colibri, et il est la risée de son père. Les adultes laissent seuls les deux jeunes gens qui visiblement se plaisent ; le timide Alexis n’ose avouer son amour mais Hermosa l’incite fermement à se déclarer : « Si, comme vous, j'étais un homme ... ». Théodorine et Romboïdal reviennent alors qu'Alexis assure qu'il n'épousera qu'Hermosa, et il exige que Romboïdal l'accompagne pour demander le consentement de Cacatois au mariage. Théodorine révèle alors à sa fille qu'elle est en réalité un garçon – par crainte de le perdre un jour à la guerre, elle l'avait déclarée comme une fille : le mariage est impossible.
Romboïdal de retour envoie sa femme faire une course, puis explique à Hermosa qu'Alexis est une fille : le duc Cacatois était si déterminé à avoir un héritier mâle après la naissance de trois filles que sa femme et Romboïdal lui avaient télégraphié, alors qu'il était à la guerre, que l'enfant qui venait de naître était un fils : le mariage est impossible. Hermosa sort en dansant de joie, à la stupéfaction de Romboïdal.
Alexis, qui a entendu cette conversation, arrive vêtu d'une robe, tandis qu'Hermosa rentre habillé en fringant officier des gardes. Après une barcarolle, Cacatois exige que Romboïdal et Théodorine consentent au mariage de leur fille avec son fils Alexis. Le couple finit par révéler la tromperie à leur souverain, alors que la procession du mariage entre sur scène. Cacatois déclare qu'il va se remarier et essayer d'avoir à nouveau un fils.

### Numéros musicaux
- Ouverture
- N° 1 - Couplets d'Hermosa - « Vive le tintamarre ! »
- N° 2A - Refrain - « Vive le grand Cacatois ! »
- N° 2B - Couplets du canard - « Prince doux et fort débonnaire »
- N° 2C - Couplets du colibri - « J'ai perdu mon ami »
- N° 3 - Duetto - Hermosa et Alexis - « J'aime tout ce qui sonne »
- N° 4 - Couplets - Duetto - Hermosa et Alexis - « Si, comme vous, j'étais un homme »
- N° 5 - Air de Théodorine - « Je vais chercher les petites cuillers »
- N° 6 - Duo - Hermosa et Romboïdal - « Tu connais ce secret terrible »
- N° 7 - Duettino - Hermosa et Alexis - « Quoi, c'est vous ! Oui, c'est moi »
- N° 8 - Barcarolle - Théodorine, Romboïdal, Cacatois et le Chœur - « Dans Venise la belle »
- N° 8b - Marche Nuptiale
- N° 9 - Couplet Final - « A la fin de la pièce »

## Distribution lors de la création
| Rôle                                                            | Type de voix  | (Chef d'orchestre: Jacques Offenbach) |
| --------------------------------------------------------------- | ------------- | ------------------------------------- |
| Cacatois XXII, duc de Tulipatan                                 | ténor         | Jean Berthelier                       |
| Alexis, son fils (en réalité sa fille)                          | soprano       | Castello                              |
| Romboïdal, grand sénéchal                                       | ténor         | Hippolyte Eugène-Marie Bonnet         |
| Théodorine, épouse de Romboïdal                                 | mezzo-soprano | Félicia Thierret                      |
| Hermosa, fille de Romboïdal et Théodorine, en réalité leur fils | ténor         | Victor                                |

## Représentations notables
En raison de sa brièveté, l'opérette est souvent donnée avec d'autres œuvres lyriques en un acte.
L'Île de Tulipatan a été jouée régulièrement à la fin du xixe et au début du xxe siècle, notamment : en 1872 à l'Opéra-Comique à Londres sous le titre de Kissi-Kissi ; en 1886 à Melbourne au St George's Hall ; en 1889 au Carltheater de Vienne en Autriche dans une mise en scène de Franz Steiner ; en 1917 au Staatsoper de Berlin ; en 1918 à l'Opéra national de Vienne.
A Paris, la pièce a été reprise par la Compagnie Les Brigands au Théâtre de l'Athénée avec Croquefer en décembre 2012 et par la troupe Les Bavards en février 2025.

## Enregistrements
- Les Solistes de Liège, direction Emmanuel Koch, 1984 - TLP Dossiers: 95001 (LP) C 35001 (CD).
- Printemps 2017 : premier enregistrement de la version anglaise par Light Opera, New York (avec une version tronquée des dialogues)[5].